# هروبی یسنیک (ناحیه نیمبورک)
هروبی یسنیک (ناحیه نیمبورک) (به چکی: Hrubý Jeseník) یک منطقهٔ مسکونی در جمهوری چک است که در ناحیه نیمبورک واقع شده‌است. هروبی یسنیک ۶٫۴۸ کیلومتر مربع مساحت و ۵۲۳ نفر جمعیت دارد و ۱۹۵ متر بالاتر از سطح دریا واقع شده‌است.